# ب‌ام‌و سری ۵ (ای۳۹)
ب‌ام‌و ای۳۹ چهارمین نسل از ب‌ام‌و سری ۵ است که از سال ۱۹۹۵ تا ۲۰۰۴ تولید می‌شد. این خودرو در دو سبک بدنه عرضه شد:سدان و استیشن که تحت نام «تورینگ» عرضه شد و در سال ۱۹۹۶ معرفی شد. جانشین ای۳۹ مدل ای۶۰ است که در سال ۲۰۰۳ معرفی شد. با این حال مدل ای۳۹ تورینگ تا سال ۲۰۰۴ به حیات خود ادامه داد.
ای۳۹ اولین سری ۵ بود که در آن از قطعات آلومینیومی در سیستم تعلیق جلو استفاده شده بود. در بسیاری از قطعات شاسی نیز استفاده چشمگیری از آلومینیوم به منظور کاهش وزن در این خودرو انجام شده بود. این خودرو همچنین اولین سری ۵ بود که در آن یک موتور دیزلی چهار سیلندر قابل سفارش بود.
این خودرو در تست تصادف مؤسسه یورو ان‌سی‌ای‌پی که در سال ۱۹۹۸ (۱۳۷۷ شمسی) بر روی این خودرو انجام شده موفق به کسب چهار ستاره از پنج ستاره ایمنی شده‌است.

## نگارخانه

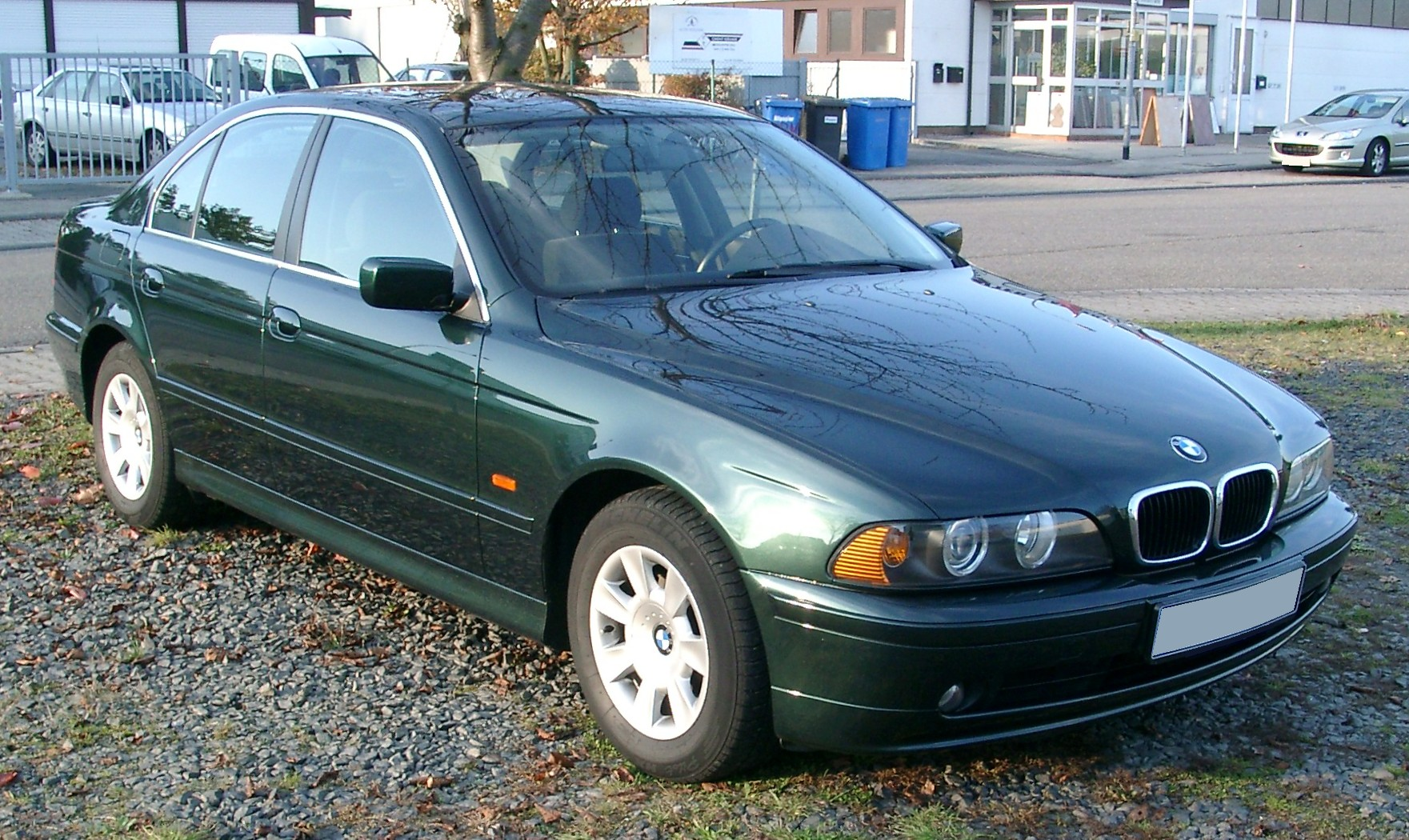
ای۳۹ سدان-نمای جلو
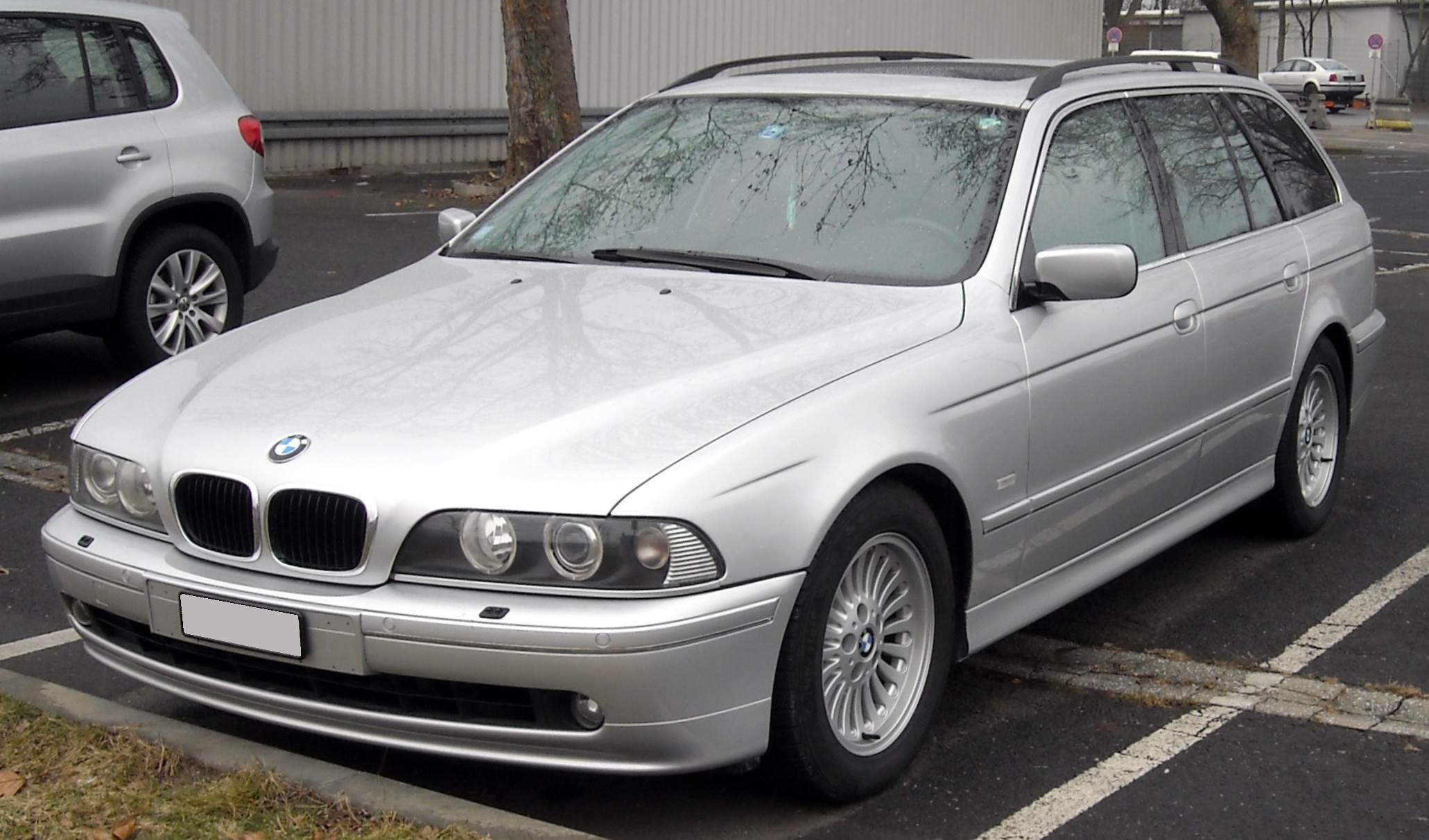
ای۳۹ تورینگ-نمای جلو
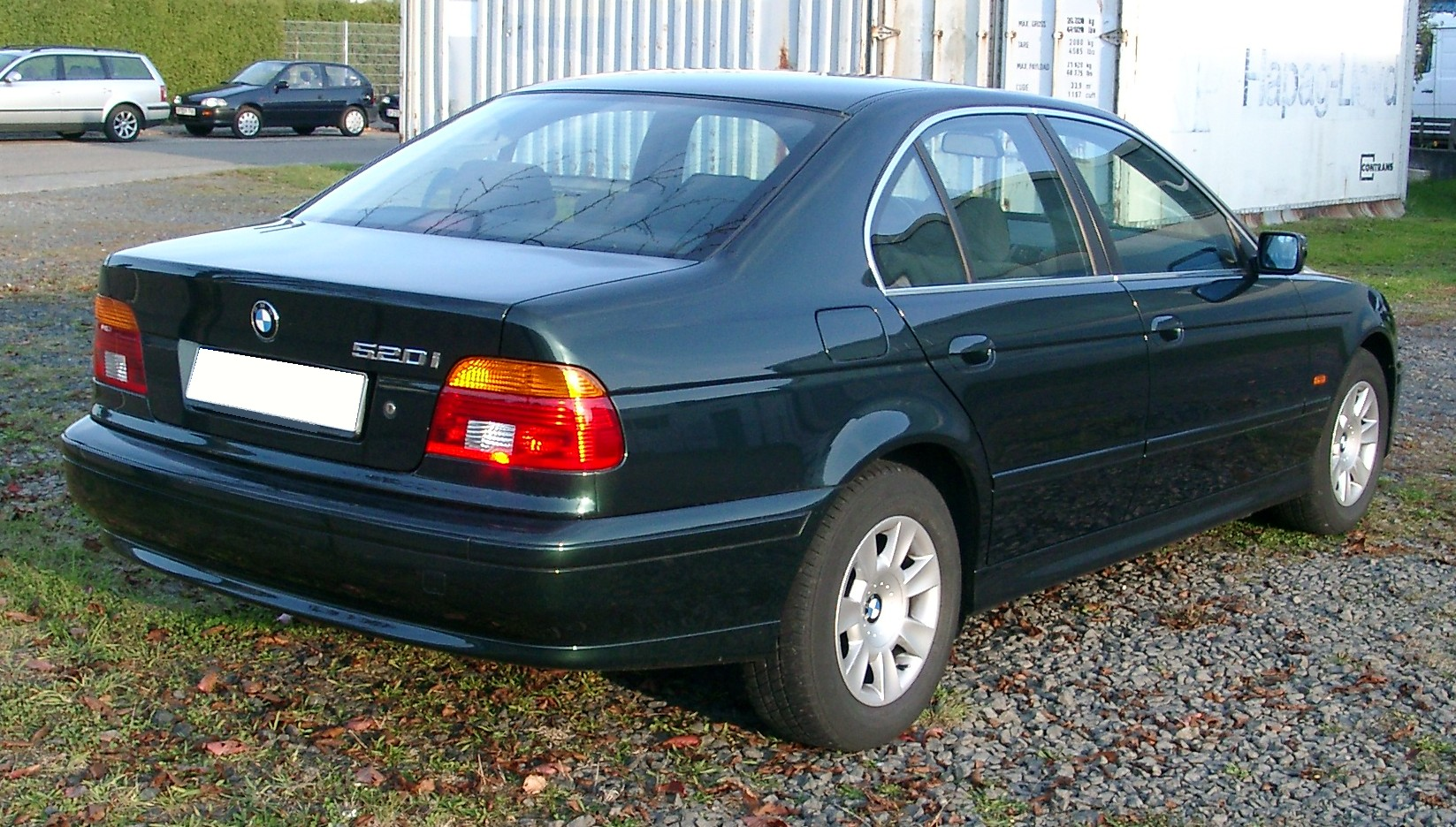
ای۳۹ سدان-نمای پشت
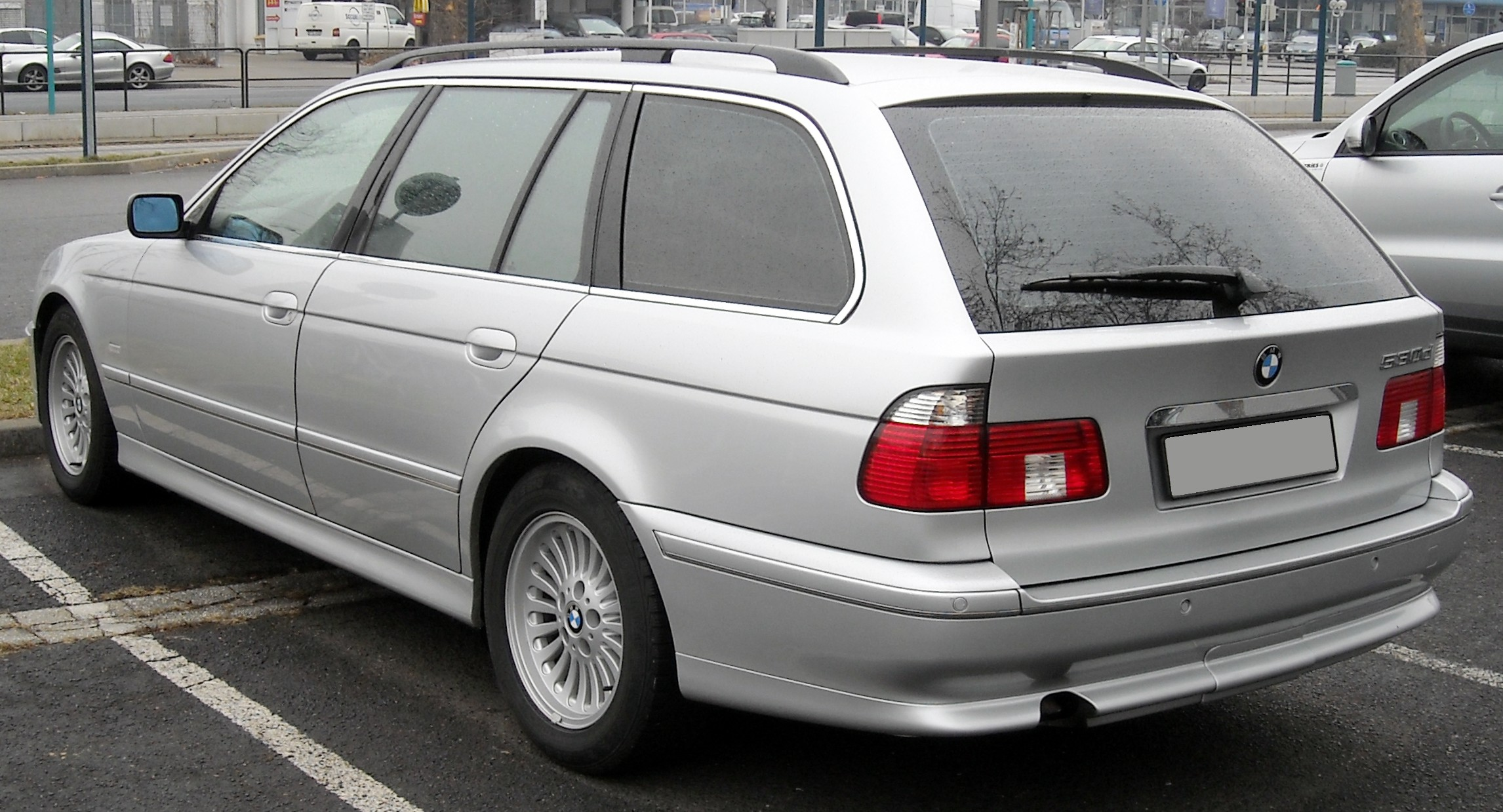
ای۳۹ تورینگ-نمای پشت